# 笹川久吾
笹川 久吾（ささがわ きゅうご、1894年〈明治27年〉9月5日 - 1968年〈昭和43年〉5月16日）は、日本の生理学者、医師。医学博士。京都大学名誉教授、日本体力医学会名誉会員、日本生理学会特別会員。日本鍼灸学会初代会長。

## 略歴
新潟県西蒲原郡金巻村大字大野町（現 新潟市西区大野町）出身。1914年（大正3年）3月に新潟中学校を卒業、1919年（大正8年）7月に第四高等学校を卒業、1923年（大正12年）6月に京都帝国大学医学部医学科を卒業。
1925年（大正14年）6月に京都帝国大学医学部生理学第二講座（担任：石川日出鶴丸教授）助手に就任、1928年（昭和3年）11月に大阪高等医学専門学校教授に就任、1929年（昭和4年）6月に京都帝国大学から医学博士号を取得。
1940年（昭和15年）1月に京都帝国大学医学部生理学第二講座第2代教授に就任、1948年（昭和23年）1月に日本鍼灸学会初代会長に就任、1952年（昭和27年）1月から1957年（昭和32年）まで中谷義雄を指導。
1957年（昭和32年）3月に京都大学を定年退官、1959年（昭和34年）4月に大阪医科大学医学部生理学教室教授に就任、1960年（昭和35年）6月に日本良導絡学会初代会長に就任。
1968年（昭和43年）5月16日午前7時18分に京都大学医学部附属病院で急性肺水腫のため死去、73歳没。

## 業績
- 日本の医用電子工学の先駆者で、理化学研究所の渡辺俊平とともにオシロスコープを製作し、日本で最初に神経電流を記録した[9]。

- スポーツ医学の基礎の構築[10][11]、超音波の生理学的研究[10][12][13][14][15]、医学生物学用の電子顕微鏡の開発[10][11][12][13][14][16][17][注 10]などに取り組んだほか、鍼灸を近代医学に導入した[4][11][12][13][15][16][19]。

## 栄典・表彰
- 1940年（昭和15年）11月10日 - 紀元二千六百年祝典記念章[20]
- 1967年（昭和42年）09月10日 - 聖ジョン騎士団（英語版）ナイト勲章[3]
- 1968年（昭和43年）05月16日 - 従三位[21]・勲三等瑞宝章[22]

## 関連人物
- 近藤正二 - 衛生学者、東北大学名誉教授。新潟中学校の先輩。
- 鳴沢寡愆 - 英文学者、広島大学名誉教授。新潟中学校の先輩。

## 著作物

### 著書
- 『受驗参考 消化器系統ノ解剖ト組織 誰ニモ分ル檢鏡ノ手引』阿部敏雄[共著]、国民生理学研究会、1925年。
- 『保健體育槪論』三浦運一・川畑愛義・庄司光・森脇正夫・荻原郡次・藤原元典・田村喜弘・丹生治夫・黒丸正四郎・高木公三郎[共著]、蘭書房、1951年。

### 編書
- 『電子顯微鏡』本田書店、1951年。

### 校閲書
- 『和英仏対照 日本針灸医学図譜』長谷川光洋[著]、田村喜弘[序]、新星出版社、1961年。

### 論文
- CiNii収録論文 - CiNii